# Маккуори (река, Тасмания)
Маккуори (англ. Macquarie River) — река в северо-восточной части Тасмании (Австралия). Общая длина реки составляет около 180 км. Она впадает в реку Саут-Эск, которая является самой длинной рекой Тасмании (252 км).
Река была названа в честь Лаклана Маккуори, губернатора колонии Новый Южный Уэльс в 1810—1821 годах.

## География

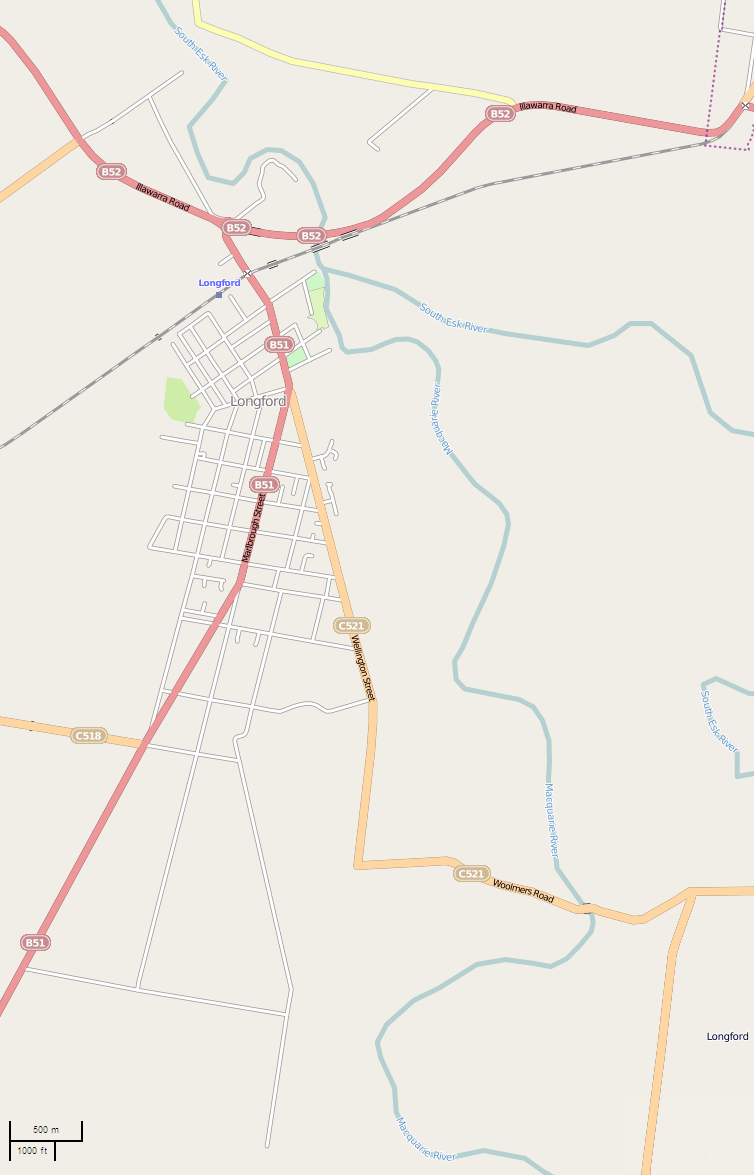
Карта Лонгфорда, показывающая место впадения реки Маккуори в реку Саут-Эск

Исток реки Маккуори находится на востоке Тасмании, у склона гор Морристон (Mount Morriston) и Хобгоблин (Mount Hobgoblin), чуть южнее автомобильной дороги  Лейк-Лик-Роуд (Lake Leake Road), при этом само озеро Лик находится на другой (северной) стороне дороги. Сначала река Маккуори течёт на юг, затем на запад, а затем поворачивает на север и протекает через город Росс, где через неё перекинут один из самых старых сохранившихся мостов Австралии — Росс-Бридж. Далее река Маккуори течёт на северо-запад, и у города Лонгфорд впадает в реку Саут-Эск. Немного ниже по течению, в районе города Лонсестон, река Саут-Эск вместе с рекой Норт-Эск образуют эстуарий Теймар, соединяющийся с Бассовым проливом.
Основными притоками реки Маккуори являются реки Элизабет, Тумс, Айсис, Блэкмен и Лейк.
Площадь бассейна реки Маккуори составляет 4241 км²  (по данным из другого источника — более 3800 км²).

## Рыбная ловля
Река Маккуори является одним из самых популярных мест для рыбной ловли в Тасмании. В реке водятся кумжа (brown trout) и микижа (rainbow trout). Кроме этого, в реке водятся речной окунь (redfin perch) и линь (tench).

## Ссылки

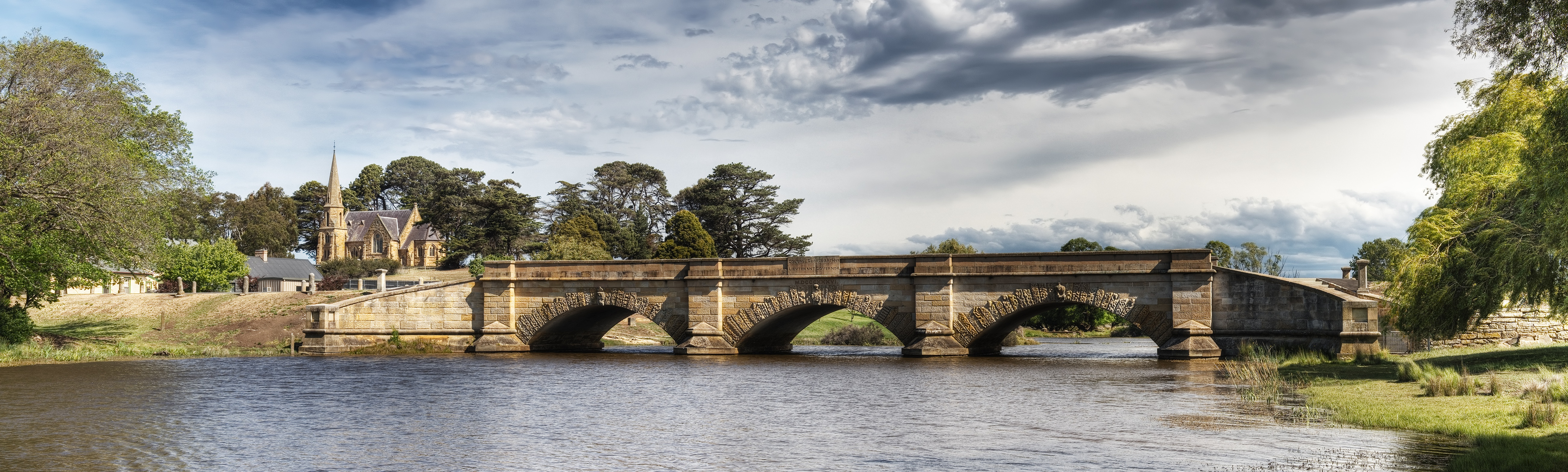
Мост Росс-Бридж через реку Маккуори